# دور (منطق)
الدور هو توقف الشيء على ما يتوقف عليه، ويسمى الدور المصرح، كما يتوقف أ على ب وبالعكس، أو بمراتب ويسمى الدور المضمر، كما يتوقف أ على ب، وب على ج، وج على أ. والفرق بين الدور وبين تعريف الشيء بنفسه هو أنه في الدور يلزم تقدمه عليها بمرتبتين، إن كان صريحا، وفي تعريف الشيء بنفسه يلزم تقدمه على نفسه بمرتبة واحدة.

## في المنطق
الدور في علم المنطق أن يعتمد الأمر على ما يعتمد عليه من الجهة نفسها. ومثال ذلك أن يقال إن الذي يحمل الكرسي هو زيد ومن يحمل زيد هو علي ومن يحمل علي هو الكرسي الذي يحمله زيد. فهذا الكلام يخالف العقل والقواعد المنطقية لأن الكرسي محمول لزيد وزيد محمول لعلي فيكف يكون الكرسي حاملا لمن يحمله. أو أن يقول أحدهم: إن أ موجودة قبل ب وب موجودة قبل ج وج موجودة قبل أ، وهذا محال قطعا ويدخل في باب الدور الذي هو من باب المستحيلات العقلية.
يلجأ الباحثون في علم التوحيد و العقائد الإسلامية ومثبتو وجود الخالق بشكل عام في الديانات الأخرى إلى الاستدلال بالقواعد المنطقية مثل مفهوم الدور لإثبات استحالة حدوث العالم من غير محدث أو لاثبات استحالة قدم العالم. وعادة ما يرد ذكر مفهوم الدور مع مفهوم التسلسل والذي يستدل به كذلك في العقائد الإيمانية على استحالة أن يكون الخالق حادثا.